# 非洲豹
非洲豹（学名：Panthera pardus pardus） 是豹的亚种之一，主要分布于非洲，其中大部份分布于撒哈拉以南非洲，由于面临栖息地的逐渐丧失和分割的威协，2008年世界自然保护联盟将其列入近危物种。目前此亚种在保护区以外越来越少见，数量正在不断减少。